# (17720) Manuboccuni
(17720) Manuboccuni (1997 XH10) – planetoida z pasa głównego asteroid okrążająca Słońce w ciągu 3,46 lat w średniej odległości 2,28 j.a. Odkryta 7 grudnia 1997 roku.